# High Impact Games
High Impact Games — американская компания разработчик видеоигр, основанная в 2003 году бывшими сотрудниками компаний Insomniac Games и Naughty Dog. Штаб-квартира компании расположена в городе Бёрбанк. В 2007 году компания выпустила первую игру — Ratchet & Clank: Size Matters для PlayStation Portable, а на следующий год игра была портирована на PlayStation 2. Второй игрой разработанной компанией стала Secret Agent Clank также для PlayStation Portable, отправившаяся на прилавки в 2008. 3 ноября 2009 компания выпустила Jak and Daxter: The Lost Frontier, для PlayStation Portable и PlayStation 2. Эта игра стала четвёртой в серии Jak and Daxter, которую прежде разрабатывала компания Naughty Dog. В 2010 году High Impact Games стали разрабатывать ремейк игры Crash Team Racing для PlayStation 3, Xbox 360 и Wii, но игра была отменена Activision ещё до того как был создан её прототип. Позднее один из художников компании, принимавший участие в создании нескольких игр, раскрыл, что High Impact Games работает над новым проектом для Wii. Этим проектом оказалась Phineas and Ferb: Across the 2nd Dimension.

## Список разработанных игр
| Название                                   | Год выпуска                                | Платформа                                                       | Оценка Metacritic          |
| ------------------------------------------ | ------------------------------------------ | --------------------------------------------------------------- | -------------------------- |
| Ratchet & Clank: Size Matters              | 13 февраля 2007 (PSP), 11 марта 2008 (PS2) | PlayStation Portable, PlayStation 2                             | 85/100 (PSP) 62/100 (PS2)  |
| Secret Agent Clank                         | 17 июня 2008(PSP), 26 мая 2009 (PS2)       | PlayStation Portable, PlayStation 2 (совместно с Sanzaru Games) | 72/100 (PSP) 61/100 (PS2)  |
| Jak and Daxter: The Lost Frontier          | 3 ноября 2009 (PSP), 3 ноября 2009 (PS2)   | PlayStation Portable, PlayStation 2                             | 71/100 (PSP), 72/100 (PS2) |
| Crash Team Racing 2010                     | Отменена                                   | PlayStation 3, Xbox 360, Wii                                    |                            |
| Phineas and Ferb: Across the 2nd Dimension | 2 августа 2011                             | PlayStation 3, Wii                                              | 64/100 (PS3), 65/100 (Wii) |
| Call of Duty: Modern Warfare 3             | 8 ноября 2011                              | Wii (помощь)                                                    | 70/100                     |
| Dreamworks Super Star Kartz                | 15 ноября 2011                             | PlayStation 3, Wii, Xbox 360, Nintendo 3DS                      |                            |
| Super Ninja                                | 13 января 2012                             | iOS                                                             |                            |
| GOGO Fishing                               | 13 января 2012                             | iOS                                                             |                            |
| Disney Princess: My Fairytale Adventure    | 18 сентября 2012                           | Wii, Nintendo 3DS, Microsoft Windows, Mac OS X                  |                            |